# Cesarevič

Vessillo imperiale degli Cesarevič di Russia

Cesarevič o Tsesarevich (in russo Цесаре́вич?) era il titolo nobiliare assegnato all'erede legittimo o presuntivo dell'Impero russo. Precedeva o sostituiva il nome proprio.

## Uso

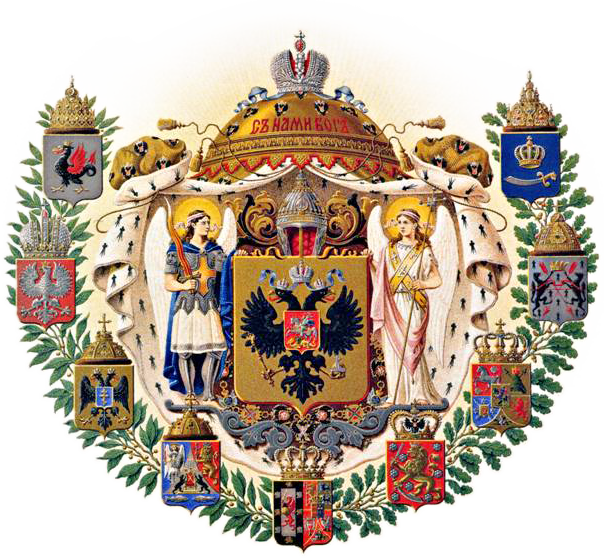
Stemma degli Cesarevič

Spesso viene confuso con Zarevic, titolo che invece identificava ogni figlio dello Zar, a volte esteso anche ai figli di sovrani non russi, ad esempio dei Khanati di Crimea, Siberia o Georgia.
Di solito, il titolo di Cesarevič era conferito ad un'unica persona alla volta (l'unica eccezione in tal senso fu il granduca Konstantin Pavlovič, al quale fu concesso di portare il titolo fino alla morte, nonostante nel frattempo tale privilegio fosse passato al nipote) ed era utilizzato esclusivamente in Russia.
Il titolo fu sempre usato assieme al formale Naslednik (Successore), nella forma: Sua Altezza Imperiale il Successore Cesarevič e Granduca. La moglie del Cesarevič prendeva il titolo di Cesarevna.

## Storia
Nel 1721 Pietro il Grande, che già  usava discontinuamente Zar nel suo titolo, adottò il titolo di Imperatore di Russia, dopo che quello di Cesarevič (e Cesarevna, mantenuto per tutta la vita dalle figlie di Ivan V) era caduto in disuso.
Le future figlie dell'imperatore avrebbero assunto il titolo di Cesarevna. Nel 1762, dopo la sua salita al trono, Pietro III accordò al suo unico figlio Pavel Petrovič il titolo di Cesarevič.
Pavel divenne il primo di nove Romanov a portare questo titolo. Tuttavia, al momento del conferimento del titolo, Pavel fu riconosciuto come figlio legittimo di Pietro, ma non come suo erede legittimo. Non sarà riconosciuto come tale nemmeno dalla madre Caterina la Grande, quando ella usurpò il trono al marito.
Più spesso fu chiamato col titolo di Granduca, residuo dei tempi dei Rjurikidi, prima che i granduchi di Moscovia assumessero il titolo di Zar. Quando Pavel salì al trono come Paolo I nel 1796, immediatamente dichiarò il figlio "Cesarevič", e il titolo fu confermato da una legge del 1797 come titolo ufficiale per l'erede al trono (incorporata nell'articolo 145 delle leggi fondamentali).
Il figlio di Paolo I, Alessandro I, non aveva figli e così il titolo di Cesarevič fu assegnato al fratello Konstantin Pavlovič, che stranamente, unico caso nella storia russa, mantenne il titolo anche dopo che, nel 1825, rinunciò al trono in favore del suo fratello minore, Nicola I.
Da allora il titolo fu assegnato al figlio maggiore dell'imperatore; questo fino al 1894, quando fu conferito da Nicola II al fratello, il granduca Georgij Aleksandrovič, con una clausola che imponeva che il diritto a portare tale titolo sarebbe cessato alla nascita di un figlio di Nicola II, in quel momento ancora promesso sposo di Aleksandra Fëdorovna. Quando Georgij morì nel 1899, Nicola II decise di non conferire il titolo all'altro fratello, Michail Aleksandrovič, nonostante il primo figlio di Nicola II sarebbe nato solo 5 anni dopo. Il figlio di Nicola II, Aleksej Nikolaevič, fu così l'ultimo Cesarevič.

### Cesarevič di Russia
| Immagine | Nome                                            | Figlio di                | Nato              | Divenuto erede al trono | Divenuto Cesarevič | Smise di essere Cesarevič                | Morte            | Cesarevna                                                    |
| -------- | ----------------------------------------------- | ------------------------ | ----------------- | ----------------------- | ------------------ | ---------------------------------------- | ---------------- | ------------------------------------------------------------ |
|          | Pavel Petrovič divenuto Paolo I                 | Pietro III e Caterina II | 1º ottobre 1754   | 5 gennaio 1762          | 5 gennaio 1762     | 6 novembre 1796 divenuto Imperatore      | 23 marzo 1801    | Guglielmina d'Assia-Darmstadt e Sofia Dorotea di Württemberg |
|          | Aleksandr Pavlovič divenuto Alessandro I        | Paolo I                  | 23 dicembre 1777  | 17 novembre 1796        | 17 novembre 1796   | 24 marzo 1801 divenuto Imperatore        | 1º dicembre 1825 | Luisa Maria di Baden                                         |
|          | Konstantin Pavlovič                             | Alessandro I             | 27 aprile 1779    | 24 marzo 1801           | 24 marzo 1801      | 27 giugno 1831                           | 27 giugno 1831   | Giuliana di Sassonia-Coburgo-Gotha                           |
|          | Aleksandr Nikolaevič divenuto Alessandro II     | Nicola I                 | 29 aprile 1818    | 1º dicembre 1825        | 1º dicembre 1825   | 2 marzo 1855 divenuto Imperatore         | 13 marzo 1881    | Maria d'Assia-Darmstadt                                      |
|          | Nikolaj Aleksandrovič Romanov                   | Alessandro II            | 20 settembre 1843 | 2 marzo 1855            | 2 marzo 1855       | 24 aprile 1865                           | 24 aprile 1865   |                                                              |
|          | Aleksandr Aleksandrovič divenuto Alessandro III | Alessandro II            | 10 marzo 1845     | 24 aprile 1865          | 24 aprile 1865     | 13 marzo 1881 divenuto Imperatore        | 1º novembre 1894 | Dagmar di Danimarca                                          |
|          | Nikolaj Aleksandrovič divenuto Nicola II        | Alessandro III           | 18 maggio 1868    | 13 marzo 1881           | 13 marzo 1881      | 1º novembre 1894 divenuto Imperatore     | 17 luglio 1918   |                                                              |
|          | Georgij Aleksandrovič Romanov                   | Alessandro III           | 9 maggio 1871     | 1º novembre 1894        | 1º novembre 1894   | 9 agosto 1899                            | 9 agosto 1899    |                                                              |
|          | Aleksej Nikolaevič                              | Nicola II                | 12 agosto 1904    | 12 agosto 1904          | 12 agosto 1904     | 15 marzo 1917 abolizione della monarchia | 17 luglio 1918   |                                                              |

### Cesarevna di Russia
Cesarevna (in russo Цесаревна?) o Tsarevna (in russo Царевна?) era il titolo assegnato alla figlia di uno Zar o di una Zarina, simile al titolo di principessa assegnato alle figlie di re o di una regina. Il titolo veniva assegnato anche alla moglie di un erede al trono.
| Immagine | Nome                               | Nata              | Matrimonio        | Divenuta Cesarevna                           | Smise di essere Cesarevna            | Morte           | Sposo                   |
| -------- | ---------------------------------- | ----------------- | ----------------- | -------------------------------------------- | ------------------------------------ | --------------- | ----------------------- |
|          | Guglielmina d'Assia-Darmstadt      | 25 giugno 1755    | 29 settembre 1773 | 29 settembre 1773                            | 15 aprile 1756                       | 15 aprile 1756  | Pavel Petrovič          |
|          | Sofia Dorotea di Württemberg       | 25 ottobre 1759   | 26 settembre 1776 | 26 settembre 1776                            | 6 novembre 1796 divenuta Imperatrice | 5 novembre 1828 | Pavel Petrovič          |
|          | Luisa Maria di Baden               | 24 gennaio 1779   | 28 settembre 1793 | 17 novembre 1796 il marito diviene Cesarevič | 24 marzo 1801 divenuta Imperatrice   | 16 maggio 1826  | Aleksej Pavlovič        |
|          | Giuliana di Sassonia-Coburgo-Gotha | 23 settembre 1781 | 28 settembre 1793 | 24 marzo 1801 il marito diviene Cesarevič    | 20 marzo 1820 matrimonio annullato   | 15 agosto 1860  | Konstantin Pavlovič     |
|          | Maria d'Assia-Darmstadt            | 8 agosto 1824     | 16 aprile 1841    | 16 aprile 1841                               | 2 marzo 1855 divenuta Imperatrice    | 8 giugno 1880   | Aleksandr Nikolaevič    |
|          | Dagmar di Danimarca                | 26 novembre 1847  | 9 novembre 1866   | 9 novembre 1866                              | 13 marzo 1881 divenuta Imperatrice   | 13 ottobre 1928 | Aleksandr Aleksandrovič |

## Post-monarchia
Il granduca Kirill Vladimirovič, in esilio dopo l'abolizione della monarchia in Russia a seguito della Rivoluzione di febbraio, nel 1924 assegnò al figlio, il granduca Vladimir Kirillovič, il titolo di Cesarevič.
Dal 1997 il titolo è passato al nipote di Vladimir, Georgiy Mikhailovič, conferitogli dalla madre Marija Vladimirovna, in quel momento pretendente al trono. Coloro che si riferiscono a Georgiy Mikhailovič con un titolo dinastico, però, più spesso si rivolgono a lui come granduca. Fino alla fine dell'Impero russo la maggior parte delle persone in Russia e all'estero, verbalmente e per iscritto, continuò a riferirsi al sovrano come Zar. Forse per questo motivo il titolo di Cesarevič era usato meno di frequente rispetto a Zarevic o Granduca, in particolare negli ambienti meno colti.